# Vila Savoye
Vila Savoye u Poissyju, u okolici Pariza, je slavna vila koju je projektirao Le Corbusier 1928. god., u suradnji sa svojim rođakom, Pierreom Jeanneretom; jedno od prvih djela moderne arhitekture izgrađena uporabom armiranog betona i dovršeno 1931. god. Uz vilu Tugendhat (Ludwig Mies van der Rohe) i Fallingwater (Frank Lloyd Wright), ova vila se smatra najvažnijim ranim primjerima moderne kuće.

## Arhitektura
Vila je dominantno smještena u sredini velikog posjeda i okružena je listopadnim drvećem. U prizemlju, pored nosivih stupova, nalaze se servisne prostorije: garaža, praonica, spremište za rublje i prostorije za služinčad koje su posebnim spiralnim stubama povezane sa zasebnim toaletom na prvom katu i sušionicom na krovu. Ulaz je smješten između stupova glavne osi građevine. Od njega vodi rampa (arhitektonska promenada) do prvog kata sa stambenim prostorijama (dnevni boravak i spavaonice). Kako bi ovi prostori imali što veću udobnost i intimnost stanovanja, spavaće sobe se neposredno nastavljaju u kupaonicu u kojoj je bazen i kameni ležaj oblikom prilagođen ljudskom tijelu. One su kliznim staklenim pregradama odvojene od unutarnjeg dvorišta koje ponovno rampom vodi na vrtnu terasu na krovu. Pregrade (parvan) na vrtnom krovu (solariju) ga štite od vjetra i prostora za služinčad, a svojim krivuljama obogaćuju prostor.
Vila Savoye je utjelovljenje Le Corbusierovih „pet načela armiranog betona”: građevina na stupovima (pilotis), prizemlje bez stambenih prostora, što omogućava slobodan raspored pregradnih zidova, funkcionalan ravan krov i maksimalno osvjetljenje (dugim nizom prozora duž sve četiri strane). Glavna odlika prostorne organizacije vile je jedinstvenost i ujedno izolacija pojedinih funkcija, što je postignuto sažetim kvadratnim tlocrtom prvog kata, koji okuplja sve dijelove orijentirane na različite strane. Iako odvojeni, prostori nisu nigdje potpuno zatvoreni, što je ostvareno širokim (ekran) prozorima na cijeloj vili, prazna i otvorena jezgra.

## Povijest
Le Corbusierova građevina je odmah po nastanku širom svijeta slavljena kao važno djelo modernizma. No, sam vlasnik je ubrzo spoznao kako njezin ravni krov propušta na više mjesta i zbog građevinskih grešaka kuća je bila gotovo neupotrebljiva. Le Corbusier je obećao da će učiniti potrebne popravke, ali kako to nije obavio u dogledno vrijeme obitelj Savoye je priprijetila tužbom. No, zbog početka Drugog svjetskog rata Pierre i Eugénie Savoye su pobjegli iz države i to se nije dogodilo.
Tijekom rata je najprije oštetila njemačka okupatorska vojska, a potom i američka vojska prilikom oslobađanja Pariza. Poslije rata je postala tek poljoprivrednim skladištem, a kad je 1958. god. zemljište od obitelji Savoye kupila općina Poissy, vila je trebala biti srušena za izgradnju škole. Što je izazvalo masovne proteste i intervenciju tadašnjeg francuskog ministra kulture, Andréa Malrauxa, koji je organizirao njezinu prvu obnovu 1962. god. God. 1965. vila je proglašena za nacionalni spomenik kulture i njezina konačna obnova je trajala od 1985. do 1997. god. Od tada je vila Savoye otvorena posjetiteljima cijele godine.

## Vanjske poveznice
- Službene stranice
- Fotografije vile Savoye  Arhivirana inačica izvorne stranice od 30. prosinca 2012. (Wayback Machine) na stranicama Bostonskog sveučilišta